# Bârseștii de Jos (okręg Teleorman)
Bârseștii de Jos – wieś w Rumunii, w okręgu Teleorman, w gminie Beciu. W 2011 roku liczyła 162 mieszkańców.